# 激発物破裂罪
激発物破裂罪（げきはつぶつはれつざい）とは、日本の刑法117条に規定された犯罪であり、人がいるか、またはいると考えられる建造物等で火薬・ボイラーなどを破裂させて損壊させることを内容とする。

## 概要
放火を前近代的なテロとするとこれは近代的なテロであり、放火と同様に多くの国民の生命、身体、財産を危険に遭わせる恐れがあるためである。通常の放火罪と同様、本罪についても人命の損失は問われないし、殺意の有無も問われない。法定刑は放火の例によると規定されているため、現住建造物を損壊した場合には刑法108条の現住建造物等放火罪の例にならい死刑、無期懲役、5年以上の有期懲役となる。
似た法令に爆発物取締罰則がある。爆発物取締罰則は治安を妨げ人の生命を害する目的で爆発物を使用した場合に適用され、激発物破裂罪は建造物等の破壊を基本的な目的としている場合に適用されるという違いがあると考えられる。

## 未遂罪
本罪の未遂罪や予備罪を処罰すべきかについては争いがある。多数説は、危険性の程度において放火罪と差がないこと等を理由にこれを肯定するが、明文の規定がないことを理由に否定する見解も存在する。

## 過失激発物破裂罪
過失により上記の行為を行うことを過失激発物破裂罪といい、刑法117条2項の犯罪に該当することになる。法定刑は失火の例によると規定されており、刑法116条により50万円以下の罰金となる。また、業務上必要な注意を怠ったり重過失によった場合は、業務上失火等罪（刑法107条の2）に該当し、法定刑は3年以下の禁錮又は150万円以下の罰金である。